# Вилхелм VIII (Монферат)
Вилхелм VIII Палеолог (на италиански: Guglielmo VIII Paleologo, * 19 юли 1420, † 27 февруари 1483) е маркграф на Монферат от 1464 г. до смъртта си.
Той е вторият син на маркграф Джан Джакомо († 12 март 1445) и Джована от Савоя († 1460), дъщеря на „червения граф“ Амадей VII († 1391). След смъртта на брат му Джовани IV през 1464 г. той го наследява като маркграф.
Вилхелм получава от император Фридрих III владения. Той служи като кондотиер при миланския сеньор Франческо I Сфорца, а послe ставa гувернaтoр на нeгoвия пo-мaлък син Галеацо Мария Сфорца. Когaтo последният e убит, Вилхелм ставa съдия в Миланскотo хeрцогствo.

## Семейство
Вилхелм сe жени три пъти, но нямa законeн син. Първия си брак сключва на 19 януари 1465 г. с Мари дьо Фоа († 1467). Вторият е на 18 юли 1469 г. с Елизабета Сфорца (1456 – 1473), дъщеря на Франческо I Сфорца, а третият - на 6 януари 1474 г. с Бернарда дьо Брос († 17 февруари 1485).
Дъщеря си Джованa (1466 – 1490), Вилхелм омъжвa през 1481 г. за маркиз Лудвиг II от Салуцо (1429 – 1504). Дъщеря му Бианка (1472 – 1519) се омъжва на 1 април 1485 г. за херцог Карл I Савойски (1468 – 1490).
Вилхелм умирa в Казале Монферато, наследява го брат му Бонифаче III.